# Едмунд Хусерл
Едмунд Густав Албрехт Хусерл (на немски: Edmund Gustav Albrecht Husserl; р. 8 април 1859 г. – п. 28 април 1938 г.) е германски философ, считан за основател на феноменологията.

## Биография
Хусерл е роден в Моравия, част от Австрийската империя. Преди да се отдаде на философията, която според него трябва да се превърне в точна наука, изучава астрономия в Лайпцигския университет при А. Майер, Вилхелм Вунд, С. Нойман, след което и математика при Карл Вайерщрас, а също и лекции по философия при Франц Брентано.
Идеите на Вайерщрас могат да се обобщят така: необходимо е да се намерят и изразят изначалните корени и първоначала, аксиоми, от чиято основа се конституира и дедуцира цялата система от анализи в математиката. През 1886 г. Хусерл приема протестантската вяра, а в периода между 1886 и 1887 г. слуша лекции в Хале при Карл Щумпф по философия.
Хабилитационният труд на Едмунд Хусерл е озаглавен „За понятието за число. Психологически анализ“. Интересно е, че в ранните си произведения Хусерл се придържа към линията на психологизма, която остро започва да критикува в „Логически изследвания“ и голяма част от по-късните си произведения. На 6 август 1887 г. Хусерл се жени за Малвина Щайншнайдер, а през 1891 г. излиза първото му основно произведение – „Философия на аритметиката“. Трудът е остро критикуван от Готлоб Фреге, според когото Хусерл неправилно примесва психологията с логиката.
Към 1893 г. Хусерл все още е ориентиран към проблеми, свързани с математиката и дори замисля книга, посветена на проблема за пространството; влияние върху мисленето му по онова време започва да оказва ученика на Франц Брентано, Карл Щумпф и неговото произведение „Психология на звука“.
Към 1895-1897 г. Хусерл започва да приема позиция, която изцяло критикува т.нар. „психологизъм“ в логиката, и постепенно започва работа върху „Логически изследвания“ (1900-1901). От началото на XX век датира и интересът на Хусерл по отношение на проблемите, свързани със структурата на съзнанието; терминът 'феноменология' Хусерл започва да употребява постепенно именно към 1905 г., след излизане на „Логически изследвания II“. Проблемите, които продължават да го вълнуват през този период, са основно: за възприятието, фантазията и вътрешното съзнание за време. Тогава се появява и интересът към традицията на немския идеализъм (И. Кант), както и английския емпиризъм (Лок, Хюм). През 1906 г. Хусерл става професор първо в Гьотинген, а после във Фрайбург.
Заради еврейския си произход (макар през 1886 г. да приема лутеранството) попада под удара на антисемитските закони и през 1936 г. е отлъчен от преподавателския корпус. Води лекции във Виена и Прага.
Сред учениците му най-известен без съмнение е Мартин Хайдегер, но той оказва влияние и върху значими френски философи като Жан-Пол Сартр, Морис Мерло-Понти и Мишел Анри. Сред другите му ученици са Едит Щайн и Роман Ингарден. Макс Шелер също изпитва влиянието му, макар никога да не е бил негов ученик.

## Периодът наЛогически изследвания
През 1900 г. Хусерл публикува своя първи том на „Логически изследвания“, а година по-късно и вторият том. Съчинението веднага става част от разрасналия се няколко десетилетия преди това в Германия т.нар. Спор за психологизма. Темата „психологизъм“ е важна за разбирането на цялостния проект за феноменология, който израства именно от тази проблематика. В какво обаче се състои този проблем?
Накратко трябва да се спомене, че психологизмът е проблем, който засяга основно формалната логика (прозвището „формална“ тя получава през 19 век в текстовете на Фридрих Адолф Тренделенбург) и същността на нейните закони. Темата е свързана с по-голямата такава, която се отнася до зараждането на психологията като самостоятелна научна дисциплина. Преди това за психология може да се говори основно в две направления – емпирична и рационална психология; тя е продукт на Новото време, но бива развивана и в школата на Кристиан Волф, а впоследствие някои от проблемите, отнасящи се до рационалната психология, намират отглас и в темата за паралогизмите на чистия разум в „Критика на чистия разум“ на Кант. Като самостоятелна университетска дисциплина обаче психологията е продукт на 19. век. Психологизмът е част от този спор между емпирични психолози и „чисти“ философи, но се отнася единствено до сферата на логическото (трябва да се отчита и фактът, че логиката на Аристотел бива „реформирана“ в Кантовата първа Критика чрез създаване на „трансцендентална логика“ и впоследствие с т.нар. диалектическа логика; през 19 век съществуват редица спорове относно легитимността на Кантовия проект, а също и на „Науката логика“ на Хегел).
Първият том на „Логически изследвания“ е с подзаглавие Пролегомена в чистата логика. Съответно тази reine Logik [чиста логика] е осмисляна като теоретична наука, която е напълно независима от другите науки. С това е свързана и голямата тема, която ще бъде развивана и след това, а именно – философията да се изгради като логика на научното знание.
Какъв е упрекът срещу психологизма в логиката? На практика под „психологизъм“ не трябва да се мисли някоя конкретна школа или някой отделен философ. За Хусерл под това понятие се свеждат всички опити през епохата, които се опитват да сведат логическите закони до ментален продукт на психиката и по този начин да обяснят тези закони чрез закономерността на психическите явления. Аргументите на т.нар. психологисти, на пръв поглед, изглеждат повече от адекватни: върху какъв материал логиката установява своите правила? – върху понятие, съждение и умозаключение. Но това е материал от психическо естество, доколкото винаги говорим за конкретно съждение („Чашата е върху масата“), което се осъществява във времето. Следователно всякакви теоретизирания, които „виждат“ нещо повече от отделни (субективни) изказвания, се основават на някаква форма на метафизика.
Според аргументите на Хусерл в първия том на „Логически изследвания“ в доказателството на психологизма се съдържа порочен логически кръг – доколкото логиката се обоснова чрез психология и обратно. Психологизмът приема, че логическите закони са нормативни, но са изведени чрез реален опит, че са дедуцирани и просто се приемат за нормативни правила.
Онова, което Хусерл обособява ясно като проблематичност в тази аргументация и което служи за по-нататъшното развитие на феноменологията, е разграничението между истината като тъждествена, надвремева и като съдържание на съждението и факта като индивидуален, конкретен, определен във времето и акт на конкретно съждение. Истината няма как да се дедуцира от факта, това би довело до абсурдност и скептицизъм всяка една научна теория. Но и повече не може да се говори за някакви същности, докато тяхното „съществуване“ остава проблематично и се счита за признак на метафизичност. Следователно проблемите, с които още на този етап се сблъсква мисленето на Хусерл са няколко: 1) да се покаже, че психологизмът и аргументите му довеждат единствено до релативизъм, т.е. не са релевантни спрямо научното знание; 2) да се покаже, как съществуват същностите без те да се хипостазират по подобие на „старата“ метафизика; това влече след себе си проблемът за осмисляне на голяма част от унаследения понятиен апарат във философията.
Вторият том на „Логически изследвания“ се занимава конкретно със значението. Как се случва така, например, че в съждението „2 х 2 = 4“ можем да говорим за две страни: веднъж така, че някой конкретно изказва (във времето тук и сега) това съждение, но и след това като тъждествено, независимо от това кой и кога ще го изкаже. В това се корени проблемът за възможността на категориалното съзерцание, върху който по-нататък се изгражда феноменологията на Хусерл. Значението остава всеки път тъждествено и такива научни дисциплини, като математиката, боравят именно с такива положения, без да им се налага всеки път емпирично да установяват достоверността на своите истини.
В какво обаче се състои проблемността в този етап от развитието на Хусерл? Вторият том на „Логически изследвания“ започва с анализ на познавателните преживявания, търсейки да установи съществуването на логическото „зад“ тях. За да не се хипостазират логическите закони просто като норми, то трябва да се покаже и как те функционират на практика, в конкретните (времеви) съждения. Но според някои критици на Хусерл (сред които и Мартин Хайдегер в „Моят път във феноменологията“) чрез това повторно връщане към психическите преживявания не се ли оказва така, че феноменологията е само разновидност на някои от психологистките учения през 19. век?
Проблематиката на феноменологията не се разделя с този основен проблем, но Хусерл допълнително разширява разбирането си за това, какво трябва да представлява феноменологията като учение за същностите. Впоследствие, при издаването на „Идеи“ (1912), Хусерл постепенно ще въведе темата за ейдетичната редукция, която на практика ще трябва да помогне емпиричното (и времево) да се заскоби, за да се достигне до същността (до феномена, който се съдържа зад многообразието от форми на дадености в чувственото възприятие). След 1910 г. Хусерл се опитва да разреши възникналите трудности от периода на „Логически изследвания“ чрез въвеждане на редукцията и темата за чувственото възприятие (в което обектите се конституират) и категориалното възприятие (което е акт „от втора степен“ и благодарение на него можем да „виждаме“ неща, например, като „и“ и „или“ – конюнкция и дизюнкция, т.е. неща, които на практика не са присъстващи като реални в чувственото възприятие).

## Феноменологичното общество в Гьотинген и Мюнхен
През септември 1901 г. Хусерл и неговата съпруга Малвина се местят да живеят в Гьотинген, където философът е получил място като частен доцент. Първите няколко години лекциите, които води там, са слабо популярни. Към 1908–1909 г. в Гьотинген започват да пристигат много от учениците на Теодор Липс – Александър Койре, Роман Ингарден, Едит Щайн и др. Оказва се, че идващите от Мюнхен разбират много по-добре феноменологията от онези, които учат в Гьотинген. Зараждането на феноменологията като движение се случва именно с помощта на мюнхенските последователи, макар Теодор Липс да има съвсем различно разбиране за феноменология, което е повлияно по-скоро от психологията (Липс е редовен професор в Мюнхенския университет в периода между 1894 и 1909 г.).
Термините феноменология и феноменологическо са употребявани широко от Липс и неговите ученици и последователи дори много по-рано отколкото при Хусерл, например във втория том на „Логически изследвания“, където започва да употребява понятието. Според разбирането на Липс феноменологията означава описателна психология (в същия контекст е написана и защитена дисертацията на Александър Пфендер – „Феноменология на волята“ през 1889 г. в Мюнхен).
Липс използва термина „феноменология“ в своите публикации, например в статията „Психически процеси и психическа каузалност“ (1900 г.), където се опира на разделението между психическо и физическо. През 1903 г. издава „Ръководство по психология“, в което психологията е определена като учение за съдържанията или преживяванията на съзнанието. В методологически аспект за Липс и мюнхенския кръг около него феноменологията е основен метод на психологията. Още на този етап феноменологията се осмисля като дескрипция (описание) в противовес на всяко теоретично конструиране, което се занимава с обяснение. Описанието се мисли като регистрация, анализ, сравнение, систематизиране на съдържанието на съзнанието, но не и като изграждане на теория. Последната е възможна първо чрез извършване на подобен род дейност, която трябва да гарантира автентичността на нейните понятия. Едва след това, според Липс, е възможно обяснението, т.е. установяване на причинната връзка между съдържанията на съзнанието. По този критерий драстично се разминават възгледите на Липс и Хусерл, за което феноменологията се свежда до възможността за категориално съзерцание, а не търси причинно-следствени връзки между явленията. Хусерл заменя обяснението с дескрипция (а при Вилхелм Дилтай вече става дума за разбиране).
Във варианта на феноменология на Липс централно място е отдадено на Аз-а, който е носител на причинните отношения, които не можем да констатираме в описанието. В мюнхенската форма на феноменология се появява и темата за безсъзнателното (понятието при Липс се различава от употребата му в психоанализата).
Така например Александър Пфендер се отказва от понятието „реално“ и голяма част от позициите на Липс, но съхранява идеята за Аз-а като център, заменяйки го с понятието Selbst (себе си), което е форма на Аз в модуса на предметното съзнание, достигаемо чрез рефлексивни процедури. Selbst е кондензирано многообразие, което притежава различни качества, жив център на психическата действителност. Впоследствие Пфендер разграничава тотална самост (психическият субект е различен от реалния Аз).
В своя мюнхенски вариант феноменологията претендира на особен статут за наука за духа. Но в тези си претенции тя не развива собствена методология, а заимства такава от т.нар. науки за природата с които хипотетично конструира и обобщава индуктивно. Онова, което се цели, е търсене на общозначими резултати, които да имат характера на причинна закономерност. По това се различава и феноменологичният проект, който Хусерл разработва в Гьотинген през същия период.
Според проекта, разработен вече в „Логически изследвания“, отношението между същностите не е причинно и не следва методологията на работа на естествознанието. Постепенно феноменологията се превръща в универсална философска дисциплина. В първия том на „Логически изследвания“ Хусерл следва проект, който е близък до учението на Бернард Болцано за логиката като наукоучение, но след това изоставя този свои проект, търсейки взаимовръзката между т.нар. „истини в себе си“ (Wahrheit an sich) и конкретните преживявания. За основа на феноменологията в нейния гьотингенски вариант служи Шесто логическо изследване и идеята, че на базата на първичните съзерцания се осъществява категориална абстракция; тя се осъществява чрез нов категориален акт-характер и в него се проявява нов вид обективност. Това действие не е получено чрез обикновена абстракция, а чрез идеираща абстракция, в която съзнанието достига актуалността на неговата идея, неговото всеобщо. По този начин феноменологията около Хусерл и кръга от последователи в Гьотинген започва да се мисли като универсален философски метод, а впоследствие и като априорна дисциплина.
В рамките на първото десетилетие след 1900 г. обаче идеите, които се обменят между мюнхенските и гьотингенските феноменолози, дават основание да се говори за сериозно влияние и от двете страни, макар на по-късен етап Хусерл ясно да се отграничава от създаденото от Липс.

## Философия
Хусерл си поставя амбициозната задача да превърне философията в точна наука. За целта той се нуждае от (1) абсолютна основа и (2) изследователски метод, позволяващ напредък на изследването.

### Cogito
Хусерл намира абсолютен фундамент в идеята за cogito, която заема от „Медитациите“ на Декарт. Тази идея е абсолютен фундамент защото:(1) е принципът, върху който се основава всеки опит, (2) не се основава на друг принцип (което би довело до безкрайно снемане) и (3) е универсален, споделян от всички хора.
Веднъж намерен фундаментът, обаче остава да се намери и методът за изграждане на точна наука.

### Същностите
Поставяйки в основата на тази наука идеята за cogito, в центъра на изследванията на Хусерл по необходимост застава съзнанието. Както във „Феноменология на духа“ на Хегел, Хусерл възприема понятието феноменология за своята наука, занимаваща се със съзнанието (една от малкото прилики между двамата).
Феноменологията на Хусерл се занимава с феномените в съзнанието, но за да бъдат достигнати те, е необходимо да се достигне до самите неща, да се опишат така както се появяват в съзнанието. Така истинското познание е познание за същностите.
По примера на Платон Хусерл нарича същности универсалните структури, които феноменологията трябва да изолира на базата на cogito. Като възприема една от най-старите концепции във философията, Хусерл заявява принадлежността си към философската традиция, чиито цели има намерение да осъществи. Ако философията е проект за разкриване на рационалната структура на света, то феноменологията е тази, която разполага със средствата за реализиране на този проект.

### Епохе
Следва въпроса как да се изолират същностите на базата на обикновения опит на съзнанието (опит, който Хусерл често определя като „наивен“), щом този опит е винаги частичен. Как да се изведе универсалното от частното без да се засегне от оценъчност?
За да разреши този парадокс, Хусерл предлага идеята за епохе (от гръцки: εποχη), която принадлежи на същата философска традиция. Този термин използвали скептиците в смисъла на въздържание от оценка. За Хусерл епохе се състои в отстраняването (по думите на самия Хусерл „поставянето в кавички“) на всичко частно, преживяно от съзнанието, след което ще остане само универсалната структура.

### Интенционалност
От методологическа гледна точка идеята за епохе отпраща към друг основен елемент на феноменологията, също толкова важен, колкото и cogito – интенционалността. Тази концепция Хусерл взима от учителя си Франц Брентано. С нея се отбелязва насочеността на съзнанието, което не съществува по начина, по който физическите обекти. Накратко, интенционалността е концепцията, разграничаваща физическия свят от психическия, света на съзнанието.
Съзнанието не е кутия, в която влизат образи, възприятия и т.н., а визия (интенционална визия), която във всеки момент дава смисъл на нещата. Така възприемането на ябълка не се състои в представата за ябълка. Визираният обект (ноема) ще е същият, но не и актът на визирането му.

## Съчинения
- 1887. Über den Begriff der Zahl. Psychologische Analysen (Върху понятието за число. Психологически анализи)
- 1891. Philosophie der Arithmetik. Psychologische und logische Untersuchungen (Философия на аритметиката)
- 1900. Logische Untersuchungen. Erster Teil: Prolegomena zur reinen Logik (Логически изследвания, том I)
- 1901. Logische Untersuchungen. Zweiter Teil: Untersuchungen zur Phänomenologie und Theorie der Erkenntnis (Логически изследвания, том II)
- 1911. Philosophie als strenge Wissenschaft (Философията като строга наука)
- 1913. Ideen zu einer reinen Phänomenologie und phänomenologischen Philosophie. Erstes Buch: Allgemeine Einführung in die reine Phänomenologie (Идеите: Общо въведение в чистата феноменология)
- 1923-24. Erste Philosophie. Zweiter Teil: Theorie der phänomenologischen Reduktion (Първа философия, том 2: Феноменологическата редукция)
- 1925. Erste Philosophie. Erster Teil: Kritische Ideengeschichte (Първа философия, том 1: Критическа история на идеите)
- 1928. Vorlesungen zur Phänomenologie des inneren Zeitbewusstseins (Наброски за феноменология на вътрешното време-съзнание)
- 1929. Formale und transzendentale Logik. Versuch einer Kritik der logischen Vernunft (Формална и трансцендентална логика)
- 1931. Méditations cartésiennes (Картезиански медитации)
- 1936. Die Krisis der europäischen Wissenschaften und die transzendentale Phänomenologie: Eine Einleitung in die phänomenologische Philosophie (Кризата на европейските науки и трансценденталната феноменология)
- 1939. Erfahrung und Urteil. Untersuchungen zur Genealogie der Logik (Опит и съждение)
- 1952. Ideen II: Phänomenologische Untersuchungen zur Konstitution (Феноменологически изследвания на конституцията)
- 1952. Ideen III: Die Phänomenologie und die Fundamente der Wissenschaften (Феноменологията и основите на науките)

На български
- Идеята за феноменологията. Пет лекции. София-Плевен: Евразия-Абагар, 1991 (превод: Пламен Градинаров)
- Увод във феноменологията Архив на оригинала от 2016-08-22 в Wayback Machine.. Идеята за феноменологията, Парижки доклади, Картезиански медитации. София: Евразия, 1996 (превод: Пламен Градинаров)
- Кризата на европейските науки и трансценденталната феноменология. София: Критика и хуманизъм, 2005 (превод: Светлана Събева)
- Философията като строга наука. София: Изток-Запад, 2015 (превод: Христо Тодоров)
- Светът, който живеем: граници и хоризонти : "Произходът на геометрията" и други ръкописи, София: Критика и хуманизъм, 2022, ISBN 9789545872440